# سیارک ۸۰۶۱
سیارک ۸۰۶۱ (به انگلیسی: 8061 Gaudium، نامگذاری:1975UF) هشت هزار و شصت و یکمین سیارک کشف شده‌است که در ۲۷ اکتبر ۱۹۷۵ کشف شد.
قدر مطلق سیارک برابر ۱۳٫۵۰ است.